# Place Charles-Dullin
La place Charles-Dullin est une voie située dans le quartier de Clignancourt du 18e arrondissement de Paris.

## Origine du nom

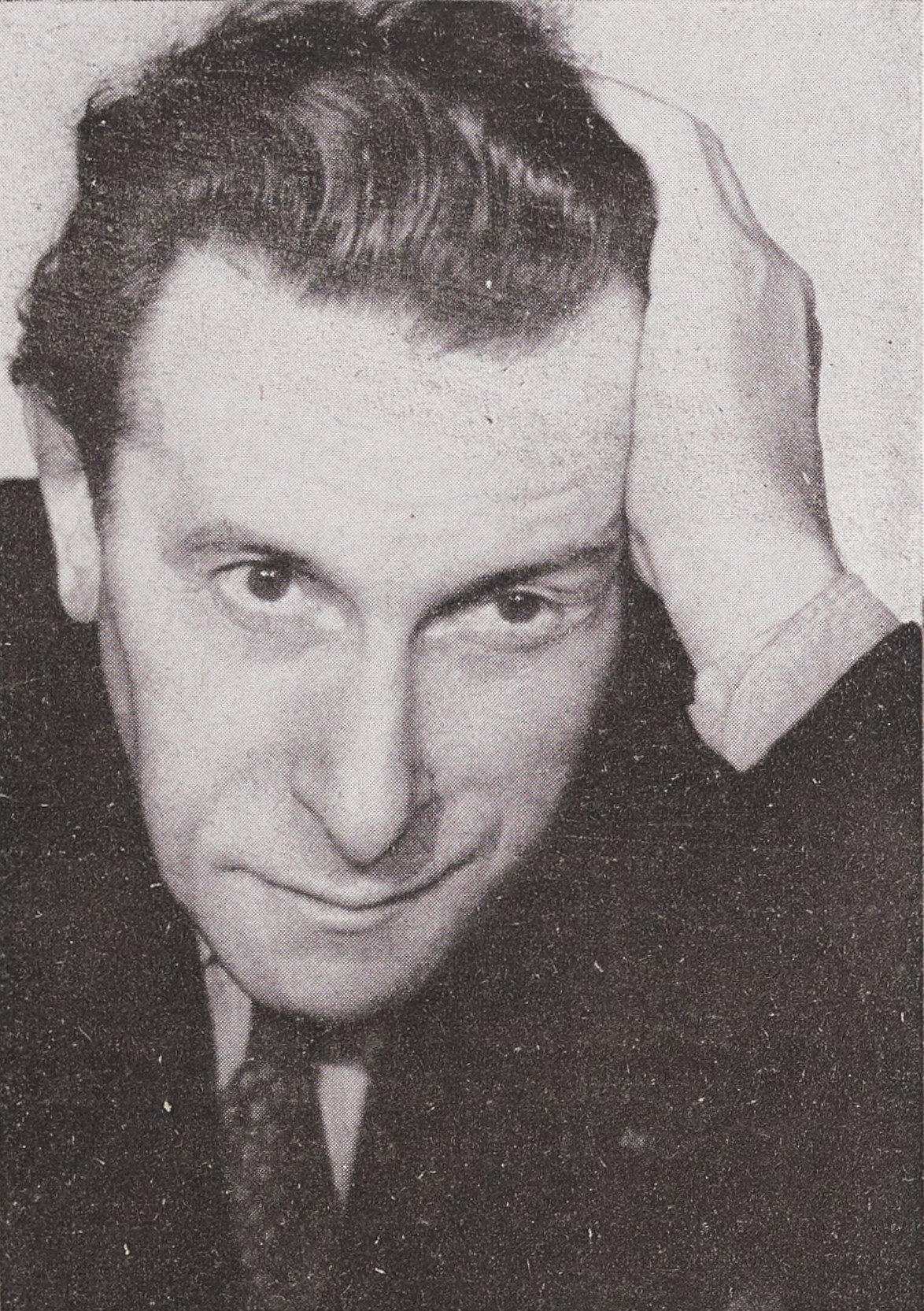
Charles Dullin.

Elle porte le nom de l'acteur et metteur en scène de théâtre, Charles Dullin, qui dirigea le théâtre de l'Atelier de 1922 à 1940.

## Historique
Ancienne voie de la commune de Montmartre présente sur les plans cadastraux de 1825, elle est alors nommée « place du Théâtre » en raison de la présence du théâtre de Montmartre — rebaptisé « théâtre de l'Atelier » en 1922 —, puis « place Dancourt », en 1863. En 1957, elle prend son nom actuel.

## Bâtiments remarquables et lieux de mémoire
- Le théâtre de l'Atelier, inscrit aux monuments historiques depuis 1965[4], est un des rares théâtres parisiens du XIXe siècle encore en activité aujourd'hui.